# ТЭФИ (премия, 2019)
«ТЭ́ФИ» — российская общенациональная индустриальная телевизионная премия за высшие достижения в области телевизионных искусств. Учреждена фондом «Академия российского телевидения» 21 октября 1994 года. Премия должна была стать российским аналогом американской телевизионной премии «Эмми». С 2014 года организатором проведения конкурса выступает некоммерческое партнёрство «Комитет индустриальных телевизионных премий» (НП «КИТП»).
Для участия в конкурсе «ТЭФИ—2019» принимались работы, произведённые и впервые вышедшие в эфир на одном из общероссийских телеканалов в период с 1 июня 2018 года по 31 мая 2019 года. Всего на рассмотрение жюри поступило 630 работ.

## Церемония
Двадцать третья церемония награждения победителей в номинациях категории «Дневной эфир» и категории «Вечерний прайм» состоялась в два этапа в один день — 2 октября 2019 года. Местом проведения обоих этапов церемонии стал Московский театр мюзикла. Телевизионную трансляцию вёл канал НТВ.

## Победители по каналам вещания
| Телеканал    | Дневной эфир | Дневной эфир | Вечерний прайм | Вечерний прайм | Всего  | Всего     |
| Телеканал    | Победы       | Номинации    | Победы         | Номинации      | Победы | Номинации |
| ------------ | ------------ | ------------ | -------------- | -------------- | ------ | --------- |
| Пятница!     | 7            | 8            | 5              | 8              | 12     | 16        |
| ТВ3          | 1            | 2            | 4              | 4              | 5      | 6         |
| Матч ТВ      | 2            | 8            | 3              | 5              | 5      | 13        |
| Первый канал | 2            | 7            | 2              | 10             | 4      | 17        |
| Россия К     | 0            | 1            | 2              | 2              | 2      | 3         |
| Россия-1     | 1            | 3            | 1              | 3              | 2      | 6         |
| ТНТ          | 0            | 0            | 1              | 11             | 1      | 11        |
| СТС          | 0            | 0            | 1              | 2              | 1      | 2         |
| ТВ Центр     | 0            | 0            | 1              | 1              | 1      | 1         |
| НТВ          | 0            | 10           | 0              | 8              | 0      | 18        |
| РЕН ТВ       | 0            | 0            | 0              | 2              | 0      | 2         |
| ОТР          | 0            | 0            | 0              | 2              | 0      | 2         |
| Спас         | 0            | 0            | 0              | 1              | 0      | 1         |

## Победители и финалисты

### Категория «Дневной эфир»
Победители указаны первыми и выделены отдельным цветом 
| Номинации                                           | Победители и финалисты                                                         | Производитель                       | Канал вещания |
| --------------------------------------------------- | ------------------------------------------------------------------------------ | ----------------------------------- | ------------- |
| Утренняя программа                                  | «Утро Пятницы»                                                                 | ООО «Студия Пятница»                | Пятница!      |
| Утренняя программа                                  | «Кто в доме Хозяин?»                                                           | ООО «Киностудия ЛИГА»               | НТВ           |
| Утренняя программа                                  | «Утро России»                                                                  | «Россия 1»                          | Россия 1      |
| Ведущий утренней программы                          | Регина Тодоренко — «Регина+1»                                                  | ООО «Студия Пятница»                | Пятница!      |
| Ведущий утренней программы                          | Наталья Мальцева — «Мальцева»                                                  | ООО «Телецех»                       | НТВ           |
| Ведущий утренней программы                          | Светлана Зейналова, Тимур Соловьев — «Доброе утро»                             | АО «Первый канал»                   | Первый канал  |
| Дневное ток-шоу                                     | «Судьба человека с Борисом Корчевниковым»                                      | ООО «ЕМГ»                           | Россия 1      |
| Дневное ток-шоу                                     | «Место встречи»                                                                | ООО Студия «ЦТ»                     | НТВ           |
| Дневное ток-шоу                                     | «ДНК»                                                                          | ООО «Ток-шоу»                       | НТВ           |
| Развлекательная программа «Образ жизни»             | «Секретный миллионер»                                                          | ООО «Продюсерский центр «Ножи»      | Пятница!      |
| Развлекательная программа «Образ жизни»             | «Квартирный вопрос»                                                            | ООО «Телецех»                       | НТВ           |
| Развлекательная программа «Образ жизни»             | «Жизнь других»                                                                 | ООО «Аврора Медиа ТВ»               | Первый канал  |
| Просветительская программа                          | «Мир наизнанку» с Дмитрием Комаровым                                           | IMAGE MEDIA DISTRIBUTION            | Пятница!      |
| Просветительская программа                          | «Чудо техники с Сергеем Малозёмовым»                                           | ООО «Стереовижин»                   | НТВ           |
| Просветительская программа                          | «Наши на ЧМ. Александр Кержаков»                                               | ООО «Алегри Синема»                 | Матч ТВ       |
| Телеигра                                            | «Что? Где? Когда?»                                                             | ООО «Телекомпания „Игра-ТВ“»        | Первый канал  |
| Телеигра                                            | «Своя игра»                                                                    | Студия 2В                           | НТВ           |
| Телеигра                                            | «Грамотеи»                                                                     | ИП Солдина Ю. В.                    | Россия К      |
| Документальный проект                               | Социальный проект «Попроси у неба»                                             | ООО «Продюсерский центр «Ножи»      | Пятница!      |
| Документальный проект                               | «Северный морской путь»                                                        | АО «Телекомпания НТВ»               | НТВ           |
| Документальный проект                               | «Это реальная история»                                                         | «Амурские волны»                    | ТВ-3          |
| Журналистское расследование                         | «Инсайдеры. Расследования с внедрением»                                        | ООО «Студия Пятница»                | Пятница!      |
| Журналистское расследование                         | «Новые Русские сенсации: Русские разведчики-нелегалы в Америке»                | АО «Телекомпания НТВ»               | НТВ           |
| Журналистское расследование                         | «Не (исчезнувшие). Команды-призраки российского футбола»                       | ООО «Национальный спортивный канал» | Матч ТВ       |
| Реалити-шоу                                         | «Последний герой. Актеры против экстрасенсов»                                  | ООО «Мастифф»                       | ТВ-3          |
| Реалити-шоу                                         | «#ЯЖеМать»                                                                     | ООО «МАрт Продакшн»                 | Супер         |
| Реалити-шоу                                         | «На самом деле»                                                                | АО «Первый канал»                   | Первый канал  |
| Телевизионный проект о спорте                       |                                                                                |                                     |               |
| «Тотальный Футбол»                                  | ООО «Национальный спортивный канал»                                            | Матч ТВ                             |               |
| «Неизведанная хоккейная Россия»                     | ООО «Аста Продакшн»                                                            | Матч ТВ                             |               |
| «Ген победы»                                        | ООО «Аста Продакшн»                                                            | Матч ТВ                             |               |
| Ведущий спортивной программы/спортивный комментатор | Дмитрий Губерниев — «Биатлон, женская эстафета на этапе Кубка мира в Оберхофе» | ООО «Национальный спортивный канал» | Матч ТВ       |
| Ведущий спортивной программы/спортивный комментатор | Юрий Розанов — «Арсенал — Ливерпуль»                                           | ООО «Национальный спортивный канал» | Матч ТВ       |
| Ведущий спортивной программы/спортивный комментатор | Евгений Савин — «Чемпионат мира по футболу 2018»                               | АО «Первый канал»                   | Первый канал  |
| Дневной телевизионный сериал                        | «ИП Пирогова»                                                                  | ООО «СУПЕР продакшн»                | Супер         |
| Дневной телевизионный сериал                        | «Мухтар. Новый след»                                                           | Студия 2В                           | НТВ           |
| Дневной телевизионный сериал                        | «Туристическая полиция»                                                        | ООО «Студия Пятница»                | Пятница!      |
| Программа для детей и юношества                     | «Орел и Решка. Семья» с Екатериной Гордеевой и Николаем Солодниковым           | ООО «Продюсерский центр «Ножи»      | Пятница!      |
| Программа для детей и юношества                     | «Голос. Дети»                                                                  | АО «Первый канал»                   | Первый канал  |
| Программа для детей и юношества                     | «С чего начинается футбол. ФК «Чертаново»                                      | ООО «Национальный спортивный канал» | Матч ТВ       |
| Эфирный/неэфирный промоушн телепрограмм             | «Чемпионат мира по футболу 2018 на Первом»                                     | АО «Первый канал»                   | Первый канал  |
| Эфирный/неэфирный промоушн телепрограмм             | «Подозрительная Сова»                                                          | ООО «Телерадиокомпания «2Х2»        | Пятница!      |
| Эфирный/неэфирный промоушн телепрограмм             | «Проморолик к Чемпионату мира по футболу 2018»                                 | «Россия 1»                          | Россия 1      |

### Категория «Вечерний прайм»
Победители указаны первыми и выделены отдельным цветом 
| Номинации                                              | Победители и финалисты | Производитель                                  | Канал вещания |
| ------------------------------------------------------ | --- | ---------------------------------------------- | ------------- |
| Информационная программа                               | «Пятница!News» | ООО «Студия Пятница»                           | Пятница!      |
| Информационная программа                               | «Все на Матч» | ООО «Национальный спортивный канал»            | Матч ТВ       |
| Информационная программа                               | «Вести» | «ВГТРК»                                        | Россия-1      |
| Ведущий информационной программы                       | Дмитрий Губерниев — «Все на матч» | ООО «Национальный спортивный канал»            | Матч ТВ       |
| Ведущий информационной программы                       | Ольга Благодарская — «Пятница! News» | ООО «Студия Пятница»                           | Пятница!      |
| Ведущий информационной программы                       | Елена Винник — «Вечерние новости» | АО «Первый канал»                              | Первый канал  |
| Репортёр/оператор репортажа                            | Дмитрий Занин — «Чемпионат Мира LIVE» | ООО «Национальный спортивный канал»            | Матч ТВ       |
| Репортёр/оператор репортажа                            | Алексей Поляков — «30 лет землетрясению в Спитаке» | АО «Телекомпания НТВ»                          | НТВ           |
| Репортёр/оператор репортажа                            | Георгий Олисашвили — «Романтику российских поездов оценили болельщики из Колумбии» | АО «Первый канал»                              | Первый канал  |
| Информационно-аналитическая итоговая программа         | «Агора» | ООО «М-Продакшн Медиа»                         | Россия К      |
| Информационно-аналитическая итоговая программа         | «Центральное телевидение» | ООО «Студия „Централ Телевижн“»                | НТВ           |
| Информационно-аналитическая итоговая программа         | «Добров в эфире» | МИЦ «Известия»                                 | РЕН ТВ        |
| Ведущий информационно-аналитической итоговой программы | Михаил Швыдкой — «Агора» | ООО «М-Продакшн Медиа»                         | Россия К      |
| Ведущий информационно-аналитической итоговой программы | Вадим Такменев, Анна Янкина — «Центральное телевидение» | АО «Телекомпания НТВ»                          | НТВ           |
| Ведущий информационно-аналитической итоговой программы | Андрей Добров — «Добров в эфире» | МИЦ «Известия»                                 | РЕН ТВ        |
| Ведущий информационно-аналитической итоговой программы | Петр Толстой — «Толстой. Воскресенье» | АО «Первый канал»                              | Первый канал  |
| Интервьюер                                             | Фёдор Бондарчук — «Кино в деталях» | ООО «Кинодеталь Продакшн»                      | СТС           |
| Интервьюер                                             | Алексей Ягудин — «Тает лед с Алексеем Ягудиным» | ООО «Национальный спортивный канал»            | Матч ТВ       |
| Интервьюер                                             | Наиля Аскер-заде — «Действующие лица с Наилей Аскер-заде» | «ВГТРК»                                        | Россия 1      |
| Развлекательное ток-шоу прайм-тайма                    | «AGENT SHOW» с Анастасией Ивлеевой | ИП Ивлеева                                     | Пятница!      |
| Развлекательное ток-шоу прайм-тайма                    | «Секрет на миллион» | ООО «Ток-шоу»                                  | НТВ           |
| Развлекательное ток-шоу прайм-тайма                    | «Сегодня вечером» | «Красный квадрат»                              | Первый канал  |
| Общественно-политическое ток-шоу прайм-тайма           | «60 минут» | «ВГТРК»                                        | Россия 1      |
| Общественно-политическое ток-шоу прайм-тайма           | «ПРАВ!ДА?» | «Общественное телевидение России»              | ОТР           |
| Общественно-политическое ток-шоу прайм-тайма           | «Следы империи» | ООО «Продюсерский центр «АРТ Фикшн»            | Спас          |
| Ведущий общественно-политического ток-шоу прайм-тайма  | Дмитрий Куликов — «Право знать» | АО «Издательский дом «Штрихкод»                | ТВ Центр      |
| Ведущий общественно-политического ток-шоу прайм-тайма  | Дмитрий Лысков — «ПРАВ!ДА?» | «Общественное телевидение России»              | ОТР           |
| Ведущий общественно-политического ток-шоу прайм-тайма  | Андрей Норкин — «Место встречи» | ООО Студия «ЦТ»                                | НТВ           |
| Ведущий развлекательного ток-шоу прайм-тайма           | Анастасия Ивлеева — «AGENT SHOW» с Анастасией Ивлеевой | ИП Ивлеева                                     | Пятница!      |
| Ведущий развлекательного ток-шоу прайм-тайма           | Михаил Шац — «Дело было вечером» | ООО «М.И.Р.»                                   | СТС           |
| Ведущий развлекательного ток-шоу прайм-тайма           | Максим Галкин, Юлия Меньшова — «Сегодня вечером» | «Красный квадрат»                              | Первый канал  |
| Развлекательная программа                              | «На ножах» с Константином Ивлевым | ООО «Продюсерский Центр «Ножи»                 | Пятница!      |
| Развлекательная программа                              | «Импровизация» | Comedy Club Production                         | ТНТ           |
| Развлекательная программа                              | «Лучше всех» | АО «Первый канал»                              | Первый канал  |
| Ведущий развлекательной программы                      | Иван Ургант — «Вечерний Ургант» | АО «Первый канал»                              | Первый канал  |
| Ведущий развлекательной программы                      | Евгений Маргулис — «Квартирник НТВ у Маргулиса. Юрий Стоянов» | ООО «Фридом»                                   | НТВ           |
| Ведущий развлекательной программы                      | Азамат Мусагалиев — «Где логика?» | Comedy Club Production                         | ТНТ           |
| Юмористическая программа/шоу                           | «Вечерний Ургант» | АО «Первый канал»                              | Первый канал  |
| Юмористическая программа/шоу                           | «Comedy Club» | Comedy Club Production                         | ТНТ           |
| Юмористическая программа/шоу                           | «Stand Up» | Comedy Club Production                         | ТНТ           |
| Телевизионная многосерийная комедия/ситком             | «Полицейский с Рублёвки» | ООО «Легио Феликс»                             | ТНТ           |
| Телевизионная многосерийная комедия/ситком             | «Ольга» | «Good Story Media»                             | ТНТ           |
| Телевизионная многосерийная комедия/ситком             | «Мылодрама» | ООО «Студия Пятница»                           | Пятница!      |
| Телевизионный фильм/сериал                             | «Обычная женщина» | ООО «Студия Лукфильм»                          | ТВ-3          |
| Телевизионный фильм/сериал                             | «Медное солнце» | Кинокомпания «Марс Медиа», НТВ                 | НТВ           |
| Телевизионный фильм/сериал                             | «Год культуры» | Comedy Club Production, ООО «Арт Пикчерс Вижн» | ТНТ           |
| Режиссёр телевизионного фильма/сериала                 | Борис Хлебников — «Обычная женщина» | ООО «Студия Лукфильм»                          | ТВ-3          |
| Режиссёр телевизионного фильма/сериала                 | Алексей Нужный — «Толя Робот» | ООО «Друг Друга»                               | ТНТ           |
| Режиссёр телевизионного фильма/сериала                 | Илья Куликов — «Мылодрама» | ООО «Студия Пятница»                           | Пятница!      |
| Лучший актёр телевизионного фильма/сериала             | Сергей Бурунов — «Мылодрама» | ООО «Студия Пятница»                           | Пятница!      |
| Лучший актёр телевизионного фильма/сериала             | Александр Паль — «Толя Робот» | ООО «Друг Друга»                               | ТНТ           |
| Лучший актёр телевизионного фильма/сериала             | Владимир Машков — «Медное солнце» | Кинокомпания «Марс Медиа», НТВ                 | НТВ           |
| Лучшая актриса телевизионного фильма/сериала           | Анна Михалкова — «Обычная женщина» | ООО «Студия Лукфильм»                          | ТВ-3          |
| Лучшая актриса телевизионного фильма/сериала           | Яна Троянова — «Ольга» | «Good Story Media»                             | ТНТ           |
| Лучшая актриса телевизионного фильма/сериала           | Мария Миронова — «Садовое кольцо» | ООО «Мармот-Фильм»                             | Первый канал  |
| Телевизионный продюсер сезона                          | Валерий Федорович, Евгений Никишов — «Обычная женщина» | ООО «Студия Лукфильм»                          | ТВ-3          |
| Телевизионный продюсер сезона                          | Тимур Вайнштейн — «Медное солнце», «Ворона», «Скорая помощь», «Пёс 3», «Динозавр», «Ты Супер! Суперсезон», «Секрет на миллион», «ДНК», «Однажды», «Квартирник НТВ у Маргулиса», «Новогодний Квартирник НТВ у Маргулиса «Незваные гости», «Путешествие Деда Мороза с НТВ» | НТВ                                            | НТВ           |
| Телевизионный продюсер сезона                          | Вячеслав Дусмухаметов — «Танцы», «Песни», «Где логика?», «Comedy Woman», «Импровизация», «Студия СОЮЗ», «Однажды в России», «Stand Up», «Открытый микрофон», «Comedy Баттл», «Большой завтрак», «Замуж за Бузову», «СашаТаня», «Универ», «Год культуры»                  | Comedy Club Production                         | ТНТ           |
| Событие телевизионного сезона                          | «Освещение Чемпионата мира по футболу в России в специальной студии Мяч» | ООО «Национальный спортивный канал»            | Матч ТВ       |
| Событие телевизионного сезона                          | Запуск первого сезона нового эфирного федерального телеканала «Супер» | ООО «СУПЕР продакшн»                           | Супер         |
| Событие телевизионного сезона                          | «Чемпионат мира по футболу 2018» | АО «Первый канал»                              | Первый канал  |